# Ibn Barrajan
Abu-l-Hàkam Abd-as-Salam ibn Abd-ar-Rahman ibn Muhàmmad al-Lakhmí al-Ixbilí (àrab: أبو الحكم عَبْد السَّلام بن عَبْد الرحمن بن محمد اللخمي الإشبيلي, Abū l-Ḥakam ʿAbd as-Salām b. ʿAbd ar-Raḥmān b. Muḥammad al-Laẖmī al-Ixbīlī), més conegut com a Ibn Barrajan (àrab: ابن بَرَّجَان, Ibn Barrajān), fou un teòleg andalusí, d'origen magrebí. Va difondre els seus ensenyaments a Sevilla durant la primera meitat del segle xii.
L'escola de sufís d'Almeria, encapçalada per Ibn al-Arif, s'oposava als almoràvits. El califa almoràvit sospitava que Ibn Barrajan dirigia el moviment i tenia aspiracions a l'imamat, per la qual cosa el va cridar junt amb dos altres col·legues. Ibn Barrajan es va presentar a Marràqueix on fou executat el 1141. Dels seus companys, Ibn al-Arif fou mort igualment i el tercer, Abu-Bakr al-Mayurqí, va poder fugir a Bugia i després a l'Orient. Tot i la repressió, el 1142 es va revoltar Ibn Qassi, que es va proclamar imam.